# اعريش (آيت بوجعفر الجنوبية)
اعريش هو دُوَّار يقع بجماعة تمزوزت، إقليم الحوز، جهة مراكش آسفي في المملكة المغربية. ينتمي الدوّار لمشيخة آيت بوجعفر الجنوبية التي تضم 23 دوار. يقدر عدد سكانه بـ 294 نسمة حسب الإحصاء الرسمي للسكان والسكنى لسنة 2004.

## روابط خارجية
- البوابة الوطنية للجماعات الترابية
- المندوبية السامية للتخطيط